# Carlton Mitchell
(en) Statistiques sur pro-football-reference
Carlton Lorange Mitchell (né le 6 avril 1988 à Gainesville) est un joueur américain de football américain et canadien. Il joue actuellement avec Rouge et Noir d'Ottawa.

## Carrière

### Université
Mitchell fait ses études à l'université de Floride du Sud, jouant avec l'équipe de football américain de l'établissement, les Bulls. Le 9 janvier 2010, il annonce son inscription pour le draft de la NFL de la saison prochaine.

## Professionnel

### Browns de Cleveland
Carlton Mitchell est sélectionné au sixième tour du draft de la NFL de 2010 par les Browns de Cleveland au 177e choix. Pour sa première saison en NFL, il entre au cours de cinq matchs mais il ne reçoit qu'une passe, parcourant neuf verges.
Le 26 août 2012, il est libéré du camp d'entraînement du fait d'une blessure. 

### Jaguars de Jacksonville
Le 21 novembre 2012, il retourne en NFL, sous le maillot des Jaguars de Jacksonville mais il ne fait que trois jours au sein de cette formation, avant d'être résilié. 
Il est libéré le 24 novembre 2012.

### Cowboys de Dallas
Mitchell a signé avec les Cowboys de Dallas le 7 janvier 2013.  Il a été libéré le 29 mai 2013.

### Buccaneers de Tampa Bay
Mitchell a signé avec Buccaneers de Tampa Bay le 4 juin 2013.  Il est placé au ballotage le 26 août 2013.

### Eskimos d'Edmonton
Le 14 octobre 2013, Mitchell a signé avec les Eskimos d'Edmonton.

### Rouge et Noir d'Ottawa
Au repêchage d'expansion de 2013, il a été réclamé en première ronde, 6e au total. Il joue sa dernière saison avec le Rouge et Noir